# Josef Horejs
Josef Horejs (13. února 1898 – ) byl rakouský fotbalový reprezentant, útočník.

## Sportovní kariéra
V rakouské nejvyšší soutěži hrál za Wiener AF, First Vienna FC a SC Wacker Wien. V letech 1922–1924 reprezentoval čtyřikrát Rakousko. V letech 1925–27 hrál za AC Sparta Praha a vyhrál s ní v sezónách 1925–26 a 1927 naši nejvyšší soutěž.

## Ligová bilance
| Ročník                                       | Zápasy | Góly | Klub            |
| -------------------------------------------- | ------ | ---- | --------------- |
| 1. rakouská liga 1920/1921                   | 16     | 8    | Wiener AF       |
| 1. rakouská liga 1921/1922                   | 18     | 5    | Wiener AF       |
| 1. rakouská liga 1922/1923                   | 10     | 1    | Wiener AF       |
| 1. rakouská liga 1923/1924                   | 9      | 4    | First Vienna FC |
| 1. rakouská liga 1924/1925                   | 12     | 3    | First Vienna FC |
| Asociační liga 1925                          | 1      | 0    | AC Sparta Praha |
| Středočeská 1. liga 1925/1926                | 14     | 3    | AC Sparta Praha |
| Kvalifikační soutěž Středočeské 1. ligy 1927 | 3      | 2    | AC Sparta Praha |
| Středočeská 1. liga 1927/1928                | 9      | 2    | AC Sparta Praha |
| 1. rakouská liga 1928/1929                   | 2      | 1    | SC Wacker Wien  |
| CELKEM 1. československá liga                | 27     | 7    |                 |